# Lista över fornlämningar i Köpings kommun (Munktorp)
Lista över fornlämningar i Köpings kommun (Munktorp) är en förteckning av ett urval av de fornlämningar som finns i Munktorp i Köpings kommun.
| Namn                               | Lämningstyp                 | Tillkomsttid | Historisk indelning   | Plats | Läge                 | ID-nr          | Bild                                      |
| ---------------------------------- | --------------------------- | ------------ | --------------------- | ----- | -------------------- | -------------- | ----------------------------------------- |
| Munktorp 1:1                       | Fornborg                    |              | Munktorp, Västmanland |       | 59.548205, 16.165461 | 10230600010001 | Ladda upp en bild av detta fornminne      |
| Munktorp 3:1                       | Stensättning                |              | Munktorp, Västmanland |       | 59.537849, 16.159877 | 10230600030001 | Ladda upp en bild av detta fornminne      |
| Munktorp 5:1                       | Stensättning                |              | Munktorp, Västmanland |       | 59.541465, 16.170901 | 10230600050001 | Ladda upp en bild av detta fornminne      |
| Munktorp 6:1                       | Röse                        |              | Munktorp, Västmanland |       | 59.537590, 16.173622 | 10230600060001 | Ladda upp en bild av detta fornminne      |
| Munktorp 7:1                       | Röse                        |              | Munktorp, Västmanland |       | 59.530759, 16.175304 | 10230600070001 | Ladda upp en bild av detta fornminne      |
| Munktorp 8:1                       | Stensättning                |              | Munktorp, Västmanland |       | 59.532455, 16.178682 | 10230600080001 | Ladda upp en bild av detta fornminne      |
| Munktorp 9:1                       | Stensättning                |              | Munktorp, Västmanland |       | 59.533553, 16.181072 | 10230600090001 | Ladda upp en bild av detta fornminne      |
| Munktorp 10:1                      | Hög                         |              | Munktorp, Västmanland |       | 59.535695, 16.182010 | 10230600100001 | Ladda upp en bild av detta fornminne      |
| Munktorp 11:1                      | Stensättning                |              | Munktorp, Västmanland |       | 59.535481, 16.173264 | 10230600110001 | Ladda upp en bild av detta fornminne      |
| Munktorp 13:1                      | Stensättning                |              | Munktorp, Västmanland |       | 59.534500, 16.175526 | 10230600130001 | Ladda upp en bild av detta fornminne      |
| Munktorp 14:1                      | Gravfält                    |              | Munktorp, Västmanland |       | 59.534642, 16.173831 | 10230600140001 | Ladda upp en bild av detta fornminne      |
| Munktorp 16:1                      | Röse                        |              | Munktorp, Västmanland |       | 59.529712, 16.184053 | 10230600160001 | Ladda upp en bild av detta fornminne      |
| Munktorp 17:1                      | Röse                        |              | Munktorp, Västmanland |       | 59.529919, 16.183059 | 10230600170001 | Ladda upp en bild av detta fornminne      |
| Munktorp 18:1                      | Stensättning                |              | Munktorp, Västmanland |       | 59.531628, 16.181013 | 10230600180001 | Ladda upp en bild av detta fornminne      |
| Munktorp 19:1                      | Gravfält                    |              | Munktorp, Västmanland |       | 59.528553, 16.158794 | 10230600190001 | Ladda upp en bild av detta fornminne      |
| Munktorp 20:1                      | Gravfält                    |              | Munktorp, Västmanland |       | 59.530842, 16.158474 | 10230600200001 | Ladda upp en bild av detta fornminne      |
| Munktorp 21:1                      | Röse                        |              | Munktorp, Västmanland |       | 59.524955, 16.160456 | 10230600210001 | Ladda upp en bild av detta fornminne      |
| Munktorp 21:2                      | Stensättning                |              | Munktorp, Västmanland |       | 59.524896, 16.160759 | 10230600210002 | Ladda upp en bild av detta fornminne      |
| Munktorp 22:1                      | Hög                         |              | Munktorp, Västmanland |       | 59.523782, 16.190084 | 10230600220001 | Ladda upp en bild av detta fornminne      |
| Stenby borg (Munktorp 24:1)        | Fornborg                    |              | Munktorp, Västmanland |       | 59.526736, 16.197621 | 10230600240001 | Ladda upp en bild av detta fornminne      |
| Munktorp 25:1                      | Röse                        |              | Munktorp, Västmanland |       | 59.535042, 16.199491 | 10230600250001 | Ladda upp en bild av detta fornminne      |
| Munktorp 26:1                      | Stensättning                |              | Munktorp, Västmanland |       | 59.515027, 16.181205 | 10230600260001 | Ladda upp en bild av detta fornminne      |
| Munktorp 27:1                      | Gravfält                    |              | Munktorp, Västmanland |       | 59.510978, 16.179012 | 10230600270001 | Ladda upp en bild av detta fornminne      |
| Munktorp 28:1                      | Gravfält                    |              | Munktorp, Västmanland |       | 59.508203, 16.179303 | 10230600280001 | Ladda upp en bild av detta fornminne      |
| Munktorp 29:1                      | Gravfält                    |              | Munktorp, Västmanland |       | 59.513949, 16.171810 | 10230600290001 | Ladda upp en bild av detta fornminne      |
| Munktorp 30:1                      | Hög                         |              | Munktorp, Västmanland |       | 59.526157, 16.185684 | 10230600300001 | Ladda upp en bild av detta fornminne      |
| Munktorp 30:2                      | Stensättning                |              | Munktorp, Västmanland |       | 59.525939, 16.185497 | 10230600300002 | Ladda upp en bild av detta fornminne      |
| Munktorp 31:1                      | Grav- och boplatsområde     |              | Munktorp, Västmanland |       | 59.506860, 16.183340 | 10230600310001 | Ladda upp en bild av detta fornminne      |
| Munktorp 32:1                      | Stensättning                |              | Munktorp, Västmanland |       | 59.506738, 16.184291 | 10230600320001 | Ladda upp en bild av detta fornminne      |
| Munktorp 33:1                      | Stensättning                |              | Munktorp, Västmanland |       | 59.502981, 16.184838 | 10230600330001 | Ladda upp en bild av detta fornminne      |
| Munktorp 34:1                      | Gravfält                    |              | Munktorp, Västmanland |       | 59.507234, 16.181131 | 10230600340001 | Ladda upp en bild av detta fornminne      |
| Munktorp 36:1                      | Stensättning                |              | Munktorp, Västmanland |       | 59.517972, 16.170956 | 10230600360001 | Ladda upp en bild av detta fornminne      |
| Munktorp 37:1                      | Hög                         |              | Munktorp, Västmanland |       | 59.518858, 16.162948 | 10230600370001 | Ladda upp en bild av detta fornminne      |
| Munktorp 37:2                      | Stensättning                |              | Munktorp, Västmanland |       | 59.518756, 16.162881 | 10230600370002 | Ladda upp en bild av detta fornminne      |
| Munktorp 37:3                      | Stensättning                |              | Munktorp, Västmanland |       | 59.518890, 16.162684 | 10230600370003 | Ladda upp en bild av detta fornminne      |
| Munktorp 38:1                      | Stensättning                |              | Munktorp, Västmanland |       | 59.509034, 16.159942 | 10230600380001 | Ladda upp en bild av detta fornminne      |
| Munktorp 38:2                      | Stensättning                |              | Munktorp, Västmanland |       | 59.508890, 16.160016 | 10230600380002 | Ladda upp en bild av detta fornminne      |
| Munktorp 39:1                      | Stensättning                |              | Munktorp, Västmanland |       | 59.506800, 16.161525 | 10230600390001 | Ladda upp en bild av detta fornminne      |
| Munktorp 40:1                      | Grav- och boplatsområde     |              | Munktorp, Västmanland |       | 59.505172, 16.162157 | 10230600400001 | Ladda upp en bild av detta fornminne      |
| Munktorp 41:1                      | Stensättning                |              | Munktorp, Västmanland |       | 59.529251, 16.183975 | 10230600410001 | Ladda upp en bild av detta fornminne      |
| Munktorp 43:1                      | Gravfält                    |              | Munktorp, Västmanland |       | 59.502833, 16.170812 | 10230600430001 | Ladda upp en bild av detta fornminne      |
| Munktorp 44:1                      | Stensättning                |              | Munktorp, Västmanland |       | 59.504654, 16.198445 | 10230600440001 | Ladda upp en bild av detta fornminne      |
| Munktorp 46:1                      | Gravfält                    |              | Munktorp, Västmanland |       | 59.498509, 16.188157 | 10230600460001 | Ladda upp en bild av detta fornminne      |
| Munktorp 49:1                      | Röse                        |              | Munktorp, Västmanland |       | 59.474956, 16.176370 | 10230600490001 | Ladda upp en bild av detta fornminne      |
| Munktorp 50:1                      | Gravfält                    |              | Munktorp, Västmanland |       | 59.529694, 16.151859 | 10230600500001 | Ladda upp en bild av detta fornminne      |
| Munktorp 51:1                      | Hällristning                |              | Munktorp, Västmanland |       | 59.532232, 16.149170 | 10230600510001 | Ladda upp en bild av detta fornminne      |
| Munktorp 52:1                      | Gravfält                    |              | Munktorp, Västmanland |       | 59.531697, 16.148930 | 10230600520001 | Ladda upp en bild av detta fornminne      |
| Munktorp 53:1                      | Hällristning                |              | Munktorp, Västmanland |       | 59.537914, 16.132492 | 10230600530001 | Ladda upp en bild av detta fornminne      |
| Munktorp 54:1                      | Gravfält                    |              | Munktorp, Västmanland |       | 59.525610, 16.154506 | 10230600540001 | Ladda upp en bild av detta fornminne      |
| Munktorp 55:1                      | Gravfält                    |              | Munktorp, Västmanland |       | 59.525554, 16.152758 | 10230600550001 | Ladda upp en bild av detta fornminne      |
| Munktorp 57:1                      | Stensättning                |              | Munktorp, Västmanland |       | 59.534630, 16.152274 | 10230600570001 | Ladda upp en bild av detta fornminne      |
| Munktorp 58:1                      | Gravfält                    |              | Munktorp, Västmanland |       | 59.528880, 16.146655 | 10230600580001 | Ladda upp en bild av detta fornminne      |
| Munktorp 59:1                      | Gravfält                    |              | Munktorp, Västmanland |       | 59.527396, 16.151108 | 10230600590001 | Ladda upp en bild av detta fornminne      |
| Munktorp 60:1                      | Stensättning                |              | Munktorp, Västmanland |       | 59.538179, 16.157348 | 10230600600001 | Ladda upp en bild av detta fornminne      |
| Munktorp 61:1                      | Gravfält                    |              | Munktorp, Västmanland |       | 59.534682, 16.154557 | 10230600610001 | Ladda upp en bild av detta fornminne      |
| Munktorp 63:1                      | Stensättning                |              | Munktorp, Västmanland |       | 59.529341, 16.139887 | 10230600630001 | Ladda upp en bild av detta fornminne      |
| Munktorp 63:2                      | Stensättning                |              | Munktorp, Västmanland |       | 59.529236, 16.139803 | 10230600630002 | Ladda upp en bild av detta fornminne      |
| Munktorp 64:1                      | Gravfält                    |              | Munktorp, Västmanland |       | 59.526414, 16.121404 | 10230600640001 | Ladda upp en bild av detta fornminne      |
| Munktorp 65:1                      | Gravfält                    |              | Munktorp, Västmanland |       | 59.521677, 16.120564 | 10230600650001 | Ladda upp en bild av detta fornminne      |
| Munktorp 65:2                      | Stensättning                |              | Munktorp, Västmanland |       | 59.521253, 16.120633 | 10230600650002 | Ladda upp en bild av detta fornminne      |
| Munktorp 66:1                      | Gravfält                    |              | Munktorp, Västmanland |       | 59.522033, 16.122676 | 10230600660001 | Ladda upp en bild av detta fornminne      |
| Munktorp 66:2                      | Grav markerad av sten/block |              | Munktorp, Västmanland |       | 59.522283, 16.122993 | 10230600660002 | Ladda upp en bild av detta fornminne      |
| Munktorp 68:1                      | Stensättning                |              | Munktorp, Västmanland |       | 59.541353, 16.126195 | 10230600680001 | Ladda upp en bild av detta fornminne      |
| Munktorp 70:1                      | Gravfält                    |              | Munktorp, Västmanland |       | 59.537088, 16.138545 | 10230600700001 | Ladda upp en bild av detta fornminne      |
| Munktorp 72:1                      | Stensättning                |              | Munktorp, Västmanland |       | 59.541511, 16.139085 | 10230600720001 | Ladda upp en bild av detta fornminne      |
| Munktorp 72:2                      | Stensättning                |              | Munktorp, Västmanland |       | 59.541433, 16.138970 | 10230600720002 | Ladda upp en bild av detta fornminne      |
| Munktorp 73:1                      | Hög                         |              | Munktorp, Västmanland |       | 59.524552, 16.133302 | 10230600730001 | Ladda upp en bild av detta fornminne      |
| Munktorp 74:1                      | Stensättning                |              | Munktorp, Västmanland |       | 59.535982, 16.151793 | 10230600740001 | Ladda upp en bild av detta fornminne      |
| Munktorp 76:1                      | Gravfält                    |              | Munktorp, Västmanland |       | 59.535204, 16.114564 | 10230600760001 | Ladda upp en bild av detta fornminne      |
| Munktorp 77:1                      | Gravfält                    |              | Munktorp, Västmanland |       | 59.535234, 16.116237 | 10230600770001 | Ladda upp en bild av detta fornminne      |
| Munktorp 79:1                      | Stensättning                |              | Munktorp, Västmanland |       | 59.524585, 16.115423 | 10230600790001 | Ladda upp en bild av detta fornminne      |
| Munktorp 80:1                      | Röse                        |              | Munktorp, Västmanland |       | 59.597557, 16.111820 | 10230600800001 | Ladda upp en bild av detta fornminne      |
| Munktorp 81:1                      | Stensättning                |              | Munktorp, Västmanland |       | 59.592201, 16.109965 | 10230600810001 | Ladda upp en bild av detta fornminne      |
| Munktorp 82:1                      | Gravfält                    |              | Munktorp, Västmanland |       | 59.600956, 16.099307 | 10230600820001 | Ladda upp en bild av detta fornminne      |
| Munktorp 83:1                      | Stensättning                |              | Munktorp, Västmanland |       | 59.588157, 16.093519 | 10230600830001 | Ladda upp en bild av detta fornminne      |
| Munktorp 85:1                      | Gravfält                    |              | Munktorp, Västmanland |       | 59.593982, 16.092616 | 10230600850001 | Ladda upp en bild av detta fornminne      |
| Munktorp 86:1                      | Stensättning                |              | Munktorp, Västmanland |       | 59.596477, 16.093402 | 10230600860001 | Ladda upp en bild av detta fornminne      |
| Munktorp 86:2                      | Stensättning                |              | Munktorp, Västmanland |       | 59.596353, 16.093451 | 10230600860002 | Ladda upp en bild av detta fornminne      |
| Munktorp 87:1                      | Gravfält                    |              | Munktorp, Västmanland |       | 59.591809, 16.100150 | 10230600870001 | Ladda upp en bild av detta fornminne      |
| Munktorp 88:1                      | Gravfält                    |              | Munktorp, Västmanland |       | 59.591369, 16.102283 | 10230600880001 | Ladda upp en bild av detta fornminne      |
| Munktorp 89:1                      | Stensättning                |              | Munktorp, Västmanland |       | 59.549479, 16.126021 | 10230600890001 | Ladda upp en bild av detta fornminne      |
| Munktorp 90:1                      | Röse                        |              | Munktorp, Västmanland |       | 59.546946, 16.119060 | 10230600900001 | Ladda upp en bild av detta fornminne      |
| Munktorp 91:1                      | Gravfält                    |              | Munktorp, Västmanland |       | 59.560357, 16.131514 | 10230600910001 | Ladda upp en bild av detta fornminne      |
| Munktorp 92:1                      | Stensättning                |              | Munktorp, Västmanland |       | 59.556601, 16.116027 | 10230600920001 | Ladda upp en bild av detta fornminne      |
| Munktorp 92:2                      | Hällristning                |              | Munktorp, Västmanland |       | 59.556785, 16.116018 | 10230600920002 | Ladda upp en bild av detta fornminne      |
| Munktorp 92:3                      | Hällristning                |              | Munktorp, Västmanland |       | 59.556901, 16.116088 | 10230600920003 | Ladda upp en bild av detta fornminne      |
| Munktorp 93:1                      | Stensättning                |              | Munktorp, Västmanland |       | 59.521722, 16.205954 | 10230600930001 | Ladda upp en bild av detta fornminne      |
| Munktorp 94:1                      | Stensättning                |              | Munktorp, Västmanland |       | 59.523151, 16.212250 | 10230600940001 | Ladda upp en bild av detta fornminne      |
| Munktorp 95:1                      | Gravfält                    |              | Munktorp, Västmanland |       | 59.525829, 16.210629 | 10230600950001 | Ladda upp en bild av detta fornminne      |
| Munktorp 96:1                      | Stensättning                |              | Munktorp, Västmanland |       | 59.524821, 16.211473 | 10230600960001 | Ladda upp en bild av detta fornminne      |
| Munktorp 97:1                      | Stensättning                |              | Munktorp, Västmanland |       | 59.525653, 16.216085 | 10230600970001 | Ladda upp en bild av detta fornminne      |
| Munktorp 98:1                      | Stensättning                |              | Munktorp, Västmanland |       | 59.526428, 16.214687 | 10230600980001 | Ladda upp en bild av detta fornminne      |
| Munktorp 99:1                      | Stensättning                |              | Munktorp, Västmanland |       | 59.524473, 16.220890 | 10230600990001 | Ladda upp en bild av detta fornminne      |
| Munktorp 100:1                     | Stensättning                |              | Munktorp, Västmanland |       | 59.523780, 16.220243 | 10230601000001 | Ladda upp en bild av detta fornminne      |
| Munktorp 101:1                     | Stensättning                |              | Munktorp, Västmanland |       | 59.520026, 16.222952 | 10230601010001 | Ladda upp en bild av detta fornminne      |
| Munktorp 102:1                     | Röse                        |              | Munktorp, Västmanland |       | 59.531164, 16.209059 | 10230601020001 | Ladda upp en bild av detta fornminne      |
| Munktorp 103:1                     | Gravfält                    |              | Munktorp, Västmanland |       | 59.532944, 16.209484 | 10230601030001 | Ladda upp en bild av detta fornminne      |
| Munktorp 105:1                     | Stensättning                |              | Munktorp, Västmanland |       | 59.527203, 16.208194 | 10230601050001 | Ladda upp en bild av detta fornminne      |
| Munktorp 106:1                     | Röse                        |              | Munktorp, Västmanland |       | 59.527913, 16.206544 | 10230601060001 | Ladda upp en bild av detta fornminne      |
| Munktorp 107:1                     | Gravfält                    |              | Munktorp, Västmanland |       | 59.523240, 16.216307 | 10230601070001 | Ladda upp en bild av detta fornminne      |
| Munktorp 110:1                     | Gravfält                    |              | Munktorp, Västmanland |       | 59.578467, 16.085176 | 10230601100001 | Ladda upp en bild av detta fornminne      |
| Munktorp 112:2                     | Hällristning                |              | Munktorp, Västmanland |       | 59.574832, 16.086344 | 10230601120002 | Ladda upp en bild av detta fornminne      |
| Munktorp 114:1                     | Hällristning                |              | Munktorp, Västmanland |       | 59.571354, 16.087495 | 10230601140001 | Ladda upp en bild av detta fornminne      |
| Munktorp 115:1                     | Gravfält                    |              | Munktorp, Västmanland |       | 59.570913, 16.095763 | 10230601150001 | Ladda upp en bild av detta fornminne      |
| Munktorp 115:2                     | Hällristning                |              | Munktorp, Västmanland |       | 59.571195, 16.095863 | 10230601150002 | Ladda upp en bild av detta fornminne      |
| Munktorp 116:1                     | Hög                         |              | Munktorp, Västmanland |       | 59.570356, 16.096151 | 10230601160001 | Ladda upp en bild av detta fornminne      |
| Munktorp 116:2                     | Hällristning                |              | Munktorp, Västmanland |       | 59.570424, 16.095904 | 10230601160002 | Ladda upp en bild av detta fornminne      |
| Visberget (Munktorp 118:1)         | Fornborg                    |              | Munktorp, Västmanland |       | 59.578942, 16.109064 | 10230601180001 | Ladda upp en till bild av detta fornminne |
| Munktorp 119:1                     | Stensättning                |              | Munktorp, Västmanland |       | 59.568369, 16.104047 | 10230601190001 | Ladda upp en bild av detta fornminne      |
| Munktorp 120:1                     | Hög                         |              | Munktorp, Västmanland |       | 59.568372, 16.105246 | 10230601200001 | Ladda upp en bild av detta fornminne      |
| Munktorp 121:1                     | Stensättning                |              | Munktorp, Västmanland |       | 59.562398, 16.113955 | 10230601210001 | Ladda upp en bild av detta fornminne      |
| Munktorp 124:1                     | Hög                         |              | Munktorp, Västmanland |       | 59.563495, 16.108361 | 10230601240001 | Ladda upp en bild av detta fornminne      |
| Munktorp 124:2                     | Stensättning                |              | Munktorp, Västmanland |       | 59.563589, 16.108515 | 10230601240002 | Ladda upp en bild av detta fornminne      |
| Munktorp 124:3                     | Stensättning                |              | Munktorp, Västmanland |       | 59.563293, 16.108476 | 10230601240003 | Ladda upp en bild av detta fornminne      |
| Munktorp 125:1                     | Röse                        |              | Munktorp, Västmanland |       | 59.563470, 16.107497 | 10230601250001 | Ladda upp en bild av detta fornminne      |
| Munktorp 126:2                     | Stensättning                |              | Munktorp, Västmanland |       | 59.564664, 16.106615 | 10230601260002 | Ladda upp en bild av detta fornminne      |
| Munktorp 126:3                     | Hällristning                |              | Munktorp, Västmanland |       | 59.565075, 16.106693 | 10230601260003 | Ladda upp en bild av detta fornminne      |
| Munktorp 126:4                     | Hällristning                |              | Munktorp, Västmanland |       | 59.565274, 16.105969 | 10230601260004 | Ladda upp en bild av detta fornminne      |
| Munktorp 128:1                     | Hällristning                |              | Munktorp, Västmanland |       | 59.563029, 16.081673 | 10230601280001 | Ladda upp en bild av detta fornminne      |
| Munktorp 128:2                     | Hällristning                |              | Munktorp, Västmanland |       | 59.563191, 16.081733 | 10230601280002 | Ladda upp en bild av detta fornminne      |
| Munktorp 128:3                     | Hällristning                |              | Munktorp, Västmanland |       | 59.562926, 16.081424 | 10230601280003 | Ladda upp en bild av detta fornminne      |
| Munktorp 128:4                     | Hällristning                |              | Munktorp, Västmanland |       | 59.563480, 16.081901 | 10230601280004 | Ladda upp en bild av detta fornminne      |
| Munktorp 128:5                     | Hällristning                |              | Munktorp, Västmanland |       | 59.563029, 16.081673 | 10230601280005 | Ladda upp en bild av detta fornminne      |
| Munktorp 128:6                     | Hällristning                |              | Munktorp, Västmanland |       | 59.563191, 16.081733 | 10230601280006 | Ladda upp en bild av detta fornminne      |
| Munktorp 128:7                     | Hällristning                |              | Munktorp, Västmanland |       | 59.563191, 16.081733 | 10230601280007 | Ladda upp en bild av detta fornminne      |
| Munktorp 129:1                     | Hällristning                |              | Munktorp, Västmanland |       | 59.566543, 16.082636 | 10230601290001 | Ladda upp en bild av detta fornminne      |
| Munktorp 129:2                     | Hällristning                |              | Munktorp, Västmanland |       | 59.566543, 16.082636 | 10230601290002 | Ladda upp en bild av detta fornminne      |
| Munktorp 129:3                     | Hällristning                |              | Munktorp, Västmanland |       | 59.566356, 16.082801 | 10230601290003 | Ladda upp en bild av detta fornminne      |
| Munktorp 130:1                     | Hällristning                |              | Munktorp, Västmanland |       | 59.567759, 16.081493 | 10230601300001 | Ladda upp en bild av detta fornminne      |
| Munktorp 131:1                     | Hällristning                |              | Munktorp, Västmanland |       | 59.566529, 16.079750 | 10230601310001 | Ladda upp en bild av detta fornminne      |
| Munktorp 132:1                     | Gravfält                    |              | Munktorp, Västmanland |       | 59.564628, 16.084552 | 10230601320001 | Ladda upp en bild av detta fornminne      |
| Munktorp 133:1                     | Gravfält                    |              | Munktorp, Västmanland |       | 59.558513, 16.081438 | 10230601330001 | Ladda upp en bild av detta fornminne      |
| Munktorp 134:1                     | Stensättning                |              | Munktorp, Västmanland |       | 59.557996, 16.086259 | 10230601340001 | Ladda upp en bild av detta fornminne      |
| Munktorp 135:1                     | Stensättning                |              | Munktorp, Västmanland |       | 59.558707, 16.083568 | 10230601350001 | Ladda upp en bild av detta fornminne      |
| Munktorp 136:1                     | Hällristning                |              | Munktorp, Västmanland |       | 59.553731, 16.082481 | 10230601360001 | Ladda upp en bild av detta fornminne      |
| Munktorp 138:1                     | Stensättning                |              | Munktorp, Västmanland |       | 59.554706, 16.087117 | 10230601380001 | Ladda upp en bild av detta fornminne      |
| Munktorp 139:1                     | Stensättning                |              | Munktorp, Västmanland |       | 59.553632, 16.087869 | 10230601390001 | Ladda upp en bild av detta fornminne      |
| Munktorp 140:1                     | Gravfält                    |              | Munktorp, Västmanland |       | 59.550658, 16.094354 | 10230601400001 | Ladda upp en bild av detta fornminne      |
| Munktorp 140:2                     | Hällristning                |              | Munktorp, Västmanland |       | 59.550983, 16.094241 | 10230601400002 | Ladda upp en bild av detta fornminne      |
| Munktorp 143:1                     | Stensättning                |              | Munktorp, Västmanland |       | 59.547174, 16.093912 | 10230601430001 | Ladda upp en bild av detta fornminne      |
| Munktorp 144:1                     | Hällristning                |              | Munktorp, Västmanland |       | 59.543103, 16.096375 | 10230601440001 | Ladda upp en bild av detta fornminne      |
| Munktorp 144:1(2)                  | Hällbild                    |              | Munktorp, Västmanland |       | koordinater saknas   | 11119000003107 | Ladda upp en bild av detta fornminne      |
| Munktorp 144:1(6)                  | Hällbild                    |              | Munktorp, Västmanland |       | koordinater saknas   | 11119000003105 | Ladda upp en bild av detta fornminne      |
| Munktorp 145:1                     | Gravfält                    |              | Munktorp, Västmanland |       | 59.546746, 16.098625 | 10230601450001 | Ladda upp en bild av detta fornminne      |
| Munktorp 146:1                     | Hög                         |              | Munktorp, Västmanland |       | 59.544204, 16.089791 | 10230601460001 | Ladda upp en bild av detta fornminne      |
| Munktorp 148:1                     | Stensättning                |              | Munktorp, Västmanland |       | 59.549944, 16.082447 | 10230601480001 | Ladda upp en bild av detta fornminne      |
| Munktorp 149:1                     | Gravfält                    |              | Munktorp, Västmanland |       | 59.546323, 16.077107 | 10230601490001 | Ladda upp en bild av detta fornminne      |
| Munktorp 150:1                     | Gravfält                    |              | Munktorp, Västmanland |       | 59.546090, 16.076133 | 10230601500001 | Ladda upp en bild av detta fornminne      |
| Mellangårdsbacken (Munktorp 151:1) | Gravfält                    |              | Munktorp, Västmanland |       | 59.505054, 16.155228 | 10230601510001 | Ladda upp en bild av detta fornminne      |
| Munktorp 152:1                     | Gravfält                    |              | Munktorp, Västmanland |       | 59.499654, 16.155361 | 10230601520001 | Ladda upp en bild av detta fornminne      |
| Munktorp 153:1                     | Gravfält                    |              | Munktorp, Västmanland |       | 59.499531, 16.156390 | 10230601530001 | Ladda upp en bild av detta fornminne      |
| Rävbacken (Munktorp 155:1)         | Gravfält                    |              | Munktorp, Västmanland |       | 59.501490, 16.147796 | 10230601550001 | Ladda upp en bild av detta fornminne      |
| Munktorp 157:1                     | Röse                        |              | Munktorp, Västmanland |       | 59.509504, 16.124181 | 10230601570001 | Ladda upp en bild av detta fornminne      |
| Munktorp 158:1                     | Gravfält                    |              | Munktorp, Västmanland |       | 59.497604, 16.137227 | 10230601580001 | Ladda upp en bild av detta fornminne      |
| Munktorp 159:1                     | Stensättning                |              | Munktorp, Västmanland |       | 59.547983, 16.137816 | 10230601590001 | Ladda upp en bild av detta fornminne      |
| Munktorp 160:1                     | Gravfält                    |              | Munktorp, Västmanland |       | 59.495617, 16.143202 | 10230601600001 | Ladda upp en bild av detta fornminne      |
| Munktorp 161:1                     | Gravfält                    |              | Munktorp, Västmanland |       | 59.486914, 16.150788 | 10230601610001 | Ladda upp en bild av detta fornminne      |
| Munktorp 162:1                     | Gravfält                    |              | Munktorp, Västmanland |       | 59.486085, 16.149483 | 10230601620001 | Ladda upp en bild av detta fornminne      |
| Munktorp 163:1                     | Gravfält                    |              | Munktorp, Västmanland |       | 59.484906, 16.150906 | 10230601630001 | Ladda upp en bild av detta fornminne      |
| Munktorp 164:1                     | Stensättning                |              | Munktorp, Västmanland |       | 59.486618, 16.149889 | 10230601640001 | Ladda upp en bild av detta fornminne      |
| Munktorp 165:1                     | Stensättning                |              | Munktorp, Västmanland |       | 59.487585, 16.149429 | 10230601650001 | Ladda upp en bild av detta fornminne      |
| Munktorp 166:1                     | Gravfält                    |              | Munktorp, Västmanland |       | 59.486675, 16.148135 | 10230601660001 | Ladda upp en bild av detta fornminne      |
| Munktorp 168:1                     | Stensättning                |              | Munktorp, Västmanland |       | 59.481988, 16.144404 | 10230601680001 | Ladda upp en bild av detta fornminne      |
| Munktorp 168:2                     | Stensättning                |              | Munktorp, Västmanland |       | 59.482296, 16.144616 | 10230601680002 | Ladda upp en bild av detta fornminne      |
| Uggelbacken (Munktorp 170:1)       | Gravfält                    |              | Munktorp, Västmanland |       | 59.486138, 16.143358 | 10230601700001 | Ladda upp en bild av detta fornminne      |
| Ringmursberget (Munktorp 172:1)    | Fornborg                    |              | Munktorp, Västmanland |       | 59.482042, 16.115806 | 10230601720001 | Ladda upp en bild av detta fornminne      |
| Munktorp 173:1                     | Gravfält                    |              | Munktorp, Västmanland |       | 59.491942, 16.129812 | 10230601730001 | Ladda upp en bild av detta fornminne      |
| Munktorp 175:1                     | Gravfält                    |              | Munktorp, Västmanland |       | 59.497057, 16.122412 | 10230601750001 | Ladda upp en bild av detta fornminne      |
| Munktorp 176:1                     | Stensättning                |              | Munktorp, Västmanland |       | 59.496147, 16.123922 | 10230601760001 | Ladda upp en bild av detta fornminne      |
| Munktorp 177:1                     | Grav- och boplatsområde     |              | Munktorp, Västmanland |       | 59.505693, 16.117566 | 10230601770001 | Ladda upp en bild av detta fornminne      |
| Munktorp 178:1                     | Gravfält                    |              | Munktorp, Västmanland |       | 59.505058, 16.118814 | 10230601780001 | Ladda upp en bild av detta fornminne      |
| Munktorp 179:1                     | Stensättning                |              | Munktorp, Västmanland |       | 59.503938, 16.103865 | 10230601790001 | Ladda upp en bild av detta fornminne      |
| Munktorp 181:1                     | Gravfält                    |              | Munktorp, Västmanland |       | 59.496658, 16.106945 | 10230601810001 | Ladda upp en bild av detta fornminne      |
| Munktorp 181:2                     | Gravfält                    |              | Munktorp, Västmanland |       | 59.495788, 16.107453 | 10230601810002 | Ladda upp en bild av detta fornminne      |
| Munktorp 182:1                     | Gravfält                    |              | Munktorp, Västmanland |       | 59.489708, 16.106302 | 10230601820001 | Ladda upp en bild av detta fornminne      |
| Munktorp 185:1                     | Gravfält                    |              | Munktorp, Västmanland |       | 59.507375, 16.109423 | 10230601850001 | Ladda upp en bild av detta fornminne      |
| Munktorp 185:2                     | Hällristning                |              | Munktorp, Västmanland |       | 59.507592, 16.109775 | 10230601850002 | Ladda upp en bild av detta fornminne      |
| Munktorp 185:3                     | Hällristning                |              | Munktorp, Västmanland |       | 59.507659, 16.109535 | 10230601850003 | Ladda upp en bild av detta fornminne      |
| Munktorp 188:1                     | Stensättning                |              | Munktorp, Västmanland |       | 59.489373, 16.107094 | 10230601880001 | Ladda upp en bild av detta fornminne      |
| Munktorp 189:1                     | Stensättning                |              | Munktorp, Västmanland |       | 59.506189, 16.117387 | 10230601890001 | Ladda upp en bild av detta fornminne      |
| Munktorp 190:1                     | Gravfält                    |              | Munktorp, Västmanland |       | 59.505528, 16.119591 | 10230601900001 | Ladda upp en bild av detta fornminne      |
| Munktorp 191:1                     | Grav- och boplatsområde     |              | Munktorp, Västmanland |       | 59.512177, 16.118496 | 10230601910001 | Ladda upp en bild av detta fornminne      |
| Munktorp 192:1                     | Gravfält                    |              | Munktorp, Västmanland |       | 59.511488, 16.120069 | 10230601920001 | Ladda upp en bild av detta fornminne      |
| Munktorp 193:1                     | Hällristning                |              | Munktorp, Västmanland |       | 59.510493, 16.120764 | 10230601930001 | Ladda upp en bild av detta fornminne      |
| Munktorp 195:1                     | Röse                        |              | Munktorp, Västmanland |       | 59.513492, 16.128628 | 10230601950001 | Ladda upp en bild av detta fornminne      |
| Munktorp 195:2                     | Stensättning                |              | Munktorp, Västmanland |       | 59.513582, 16.128534 | 10230601950002 | Ladda upp en bild av detta fornminne      |
| Munktorp 196:1                     | Stensättning                |              | Munktorp, Västmanland |       | 59.515119, 16.124457 | 10230601960001 | Ladda upp en bild av detta fornminne      |
| Munktorp 198:1                     | Stensättning                |              | Munktorp, Västmanland |       | 59.509902, 16.123741 | 10230601980001 | Ladda upp en bild av detta fornminne      |
| Munktorp 199:1                     | Stensättning                |              | Munktorp, Västmanland |       | 59.512180, 16.104104 | 10230601990001 | Ladda upp en bild av detta fornminne      |
| Munktorp 200:1                     | Stensättning                |              | Munktorp, Västmanland |       | 59.513127, 16.109303 | 10230602000001 | Ladda upp en bild av detta fornminne      |
| Munktorp 200:2                     | Stensättning                |              | Munktorp, Västmanland |       | 59.513024, 16.109559 | 10230602000002 | Ladda upp en bild av detta fornminne      |
| Munktorp 200:3                     | Stensättning                |              | Munktorp, Västmanland |       | 59.512814, 16.109405 | 10230602000003 | Ladda upp en bild av detta fornminne      |
| Munktorp 200:4                     | Stensättning                |              | Munktorp, Västmanland |       | 59.512793, 16.109691 | 10230602000004 | Ladda upp en bild av detta fornminne      |
| Munktorp 201:1                     | Gravfält                    |              | Munktorp, Västmanland |       | 59.519223, 16.144205 | 10230602010001 | Ladda upp en bild av detta fornminne      |
| Munktorp 202:1                     | Stensättning                |              | Munktorp, Västmanland |       | 59.570166, 16.070893 | 10230602020001 | Ladda upp en bild av detta fornminne      |
| Munktorp 202:2                     | Hällristning                |              | Munktorp, Västmanland |       | 59.570385, 16.071116 | 10230602020002 | Ladda upp en bild av detta fornminne      |
| Munktorp 202:3                     | Hällristning                |              | Munktorp, Västmanland |       | 59.570216, 16.071080 | 10230602020003 | Ladda upp en bild av detta fornminne      |
| Munktorp 203:1                     | Gravfält                    |              | Munktorp, Västmanland |       | 59.570438, 16.069310 | 10230602030001 | Ladda upp en bild av detta fornminne      |
| Munktorp 204:1                     | Röse                        |              | Munktorp, Västmanland |       | 59.569547, 16.070497 | 10230602040001 | Ladda upp en bild av detta fornminne      |
| Munktorp 204:2                     | Stensättning                |              | Munktorp, Västmanland |       | 59.569581, 16.071240 | 10230602040002 | Ladda upp en bild av detta fornminne      |
| Munktorp 204:3                     | Stensättning                |              | Munktorp, Västmanland |       | 59.569707, 16.071159 | 10230602040003 | Ladda upp en bild av detta fornminne      |
| Munktorp 204:4                     | Stensättning                |              | Munktorp, Västmanland |       | 59.569527, 16.070182 | 10230602040004 | Ladda upp en bild av detta fornminne      |
| Munktorp 205:1                     | Stensättning                |              | Munktorp, Västmanland |       | 59.574122, 16.063904 | 10230602050001 | Ladda upp en bild av detta fornminne      |
| Munktorp 206:1                     | Hög                         |              | Munktorp, Västmanland |       | 59.568029, 16.049141 | 10230602060001 | Ladda upp en bild av detta fornminne      |
| Munktorp 207:1                     | Röse                        |              | Munktorp, Västmanland |       | 59.573790, 16.047155 | 10230602070001 | Ladda upp en bild av detta fornminne      |
| Munktorp 208:1                     | Gravfält                    |              | Munktorp, Västmanland |       | 59.569457, 16.065181 | 10230602080001 | Ladda upp en bild av detta fornminne      |
| Munktorp 209:1                     | Gravfält                    |              | Munktorp, Västmanland |       | 59.568448, 16.064891 | 10230602090001 | Ladda upp en bild av detta fornminne      |
| Munktorp 211:1                     | Hög                         |              | Munktorp, Västmanland |       | 59.576081, 16.057692 | 10230602110001 | Ladda upp en bild av detta fornminne      |
| Munktorp 214:1                     | Stensättning                |              | Munktorp, Västmanland |       | 59.573137, 16.053463 | 10230602140001 | Ladda upp en bild av detta fornminne      |
| Munktorp 216:1                     | Gravfält                    |              | Munktorp, Västmanland |       | 59.578228, 16.056280 | 10230602160001 | Ladda upp en bild av detta fornminne      |
| Munktorp 217:1                     | Gravfält                    |              | Munktorp, Västmanland |       | 59.576845, 16.071505 | 10230602170001 | Ladda upp en bild av detta fornminne      |
| Munktorp 217:2                     | Hällristning                |              | Munktorp, Västmanland |       | 59.577062, 16.071467 | 10230602170002 | Ladda upp en bild av detta fornminne      |
| Munktorp 218:1                     | Hällristning                |              | Munktorp, Västmanland |       | 59.574632, 16.075829 | 10230602180001 | Ladda upp en bild av detta fornminne      |
| Munktorp 219:1                     | Hällristning                |              | Munktorp, Västmanland |       | 59.574463, 16.074774 | 10230602190001 | Ladda upp en bild av detta fornminne      |
| Munktorp 223:1                     | Hällristning                |              | Munktorp, Västmanland |       | 59.568644, 16.062316 | 10230602230001 | Ladda upp en bild av detta fornminne      |
| Munktorp 223:2                     | Hällristning                |              | Munktorp, Västmanland |       | 59.568644, 16.062316 | 10230602230002 | Ladda upp en bild av detta fornminne      |
| Munktorp 223:3                     | Hällristning                |              | Munktorp, Västmanland |       | 59.568644, 16.062316 | 10230602230003 | Ladda upp en bild av detta fornminne      |
| Munktorp 225:1                     | Stensättning                |              | Munktorp, Västmanland |       | 59.581705, 16.081755 | 10230602250001 | Ladda upp en bild av detta fornminne      |
| Munktorp 225:2                     | Grav markerad av sten/block |              | Munktorp, Västmanland |       | 59.581649, 16.081960 | 10230602250002 | Ladda upp en bild av detta fornminne      |
| Munktorp 226:1                     | Stensättning                |              | Munktorp, Västmanland |       | 59.582997, 16.085439 | 10230602260001 | Ladda upp en bild av detta fornminne      |
| Munktorp 227:1                     | Röse                        |              | Munktorp, Västmanland |       | 59.586772, 16.072172 | 10230602270001 | Ladda upp en bild av detta fornminne      |
| Munktorp 230:1                     | Stensättning                |              | Munktorp, Västmanland |       | 59.499116, 16.155246 | 10230602300001 | Ladda upp en bild av detta fornminne      |
| Munktorp 233:1                     | Stensättning                |              | Munktorp, Västmanland |       | 59.548290, 16.077916 | 10230602330001 | Ladda upp en bild av detta fornminne      |
| Munktorp 234:1                     | Stensättning                |              | Munktorp, Västmanland |       | 59.550020, 16.074126 | 10230602340001 | Ladda upp en bild av detta fornminne      |
| Munktorp 234:2                     | Stensättning                |              | Munktorp, Västmanland |       | 59.550320, 16.073911 | 10230602340002 | Ladda upp en bild av detta fornminne      |
| Munktorp 235:1                     | Gravfält                    |              | Munktorp, Västmanland |       | 59.544584, 16.107510 | 10230602350001 | Ladda upp en bild av detta fornminne      |
| Munktorp 236:1                     | Gravfält                    |              | Munktorp, Västmanland |       | 59.543825, 16.107344 | 10230602360001 | Ladda upp en bild av detta fornminne      |
| Munktorp 237:1                     | Gravfält                    |              | Munktorp, Västmanland |       | 59.543532, 16.104960 | 10230602370001 | Ladda upp en bild av detta fornminne      |
| Munktorp 238:1                     | Röse                        |              | Munktorp, Västmanland |       | 59.546690, 16.107855 | 10230602380001 | Ladda upp en bild av detta fornminne      |
| Munktorp 238:2                     | Stensättning                |              | Munktorp, Västmanland |       | 59.546898, 16.107955 | 10230602380002 | Ladda upp en bild av detta fornminne      |
| Munktorp 238:3                     | Stensättning                |              | Munktorp, Västmanland |       | 59.547004, 16.107707 | 10230602380003 | Ladda upp en bild av detta fornminne      |
| Munktorp 239:1                     | Stensättning                |              | Munktorp, Västmanland |       | 59.546272, 16.107608 | 10230602390001 | Ladda upp en bild av detta fornminne      |
| Munktorp 240:1                     | Gravfält                    |              | Munktorp, Västmanland |       | 59.539321, 16.119321 | 10230602400001 | Ladda upp en bild av detta fornminne      |
| Munktorp 241:1                     | Gravfält                    |              | Munktorp, Västmanland |       | 59.537241, 16.112385 | 10230602410001 | Ladda upp en bild av detta fornminne      |
| Munktorp 242:1                     | Gravfält                    |              | Munktorp, Västmanland |       | 59.539328, 16.090516 | 10230602420001 | Ladda upp en bild av detta fornminne      |
| Munktorp 243:1                     | Hög                         |              | Munktorp, Västmanland |       | 59.538936, 16.090508 | 10230602430001 | Ladda upp en bild av detta fornminne      |
| Munktorp 243:2                     | Stensättning                |              | Munktorp, Västmanland |       | 59.538848, 16.090139 | 10230602430002 | Ladda upp en bild av detta fornminne      |
| Munktorp 243:3                     | Stensättning                |              | Munktorp, Västmanland |       | 59.538805, 16.089862 | 10230602430003 | Ladda upp en bild av detta fornminne      |
| Munktorp 244:1                     | Gravfält                    |              | Munktorp, Västmanland |       | 59.539890, 16.088470 | 10230602440001 | Ladda upp en bild av detta fornminne      |
| Munktorp 245:1                     | Hög                         |              | Munktorp, Västmanland |       | 59.539376, 16.088077 | 10230602450001 | Ladda upp en bild av detta fornminne      |
| Munktorp 246:1                     | Gravfält                    |              | Munktorp, Västmanland |       | 59.537950, 16.090608 | 10230602460001 | Ladda upp en bild av detta fornminne      |
| Munktorp 247:1                     | Stensättning                |              | Munktorp, Västmanland |       | 59.529364, 16.083948 | 10230602470001 | Ladda upp en bild av detta fornminne      |
| Munktorp 248:1                     | Stensättning                |              | Munktorp, Västmanland |       | 59.533720, 16.083826 | 10230602480001 | Ladda upp en bild av detta fornminne      |
| Munktorp 248:2                     | Stensättning                |              | Munktorp, Västmanland |       | 59.533635, 16.083934 | 10230602480002 | Ladda upp en bild av detta fornminne      |
| Munktorp 249:1                     | Stensättning                |              | Munktorp, Västmanland |       | 59.527883, 16.079908 | 10230602490001 | Ladda upp en bild av detta fornminne      |
| Munktorp 250:1                     | Gravfält                    |              | Munktorp, Västmanland |       | 59.532504, 16.071107 | 10230602500001 | Ladda upp en bild av detta fornminne      |
| Munktorp 251:1                     | Stensättning                |              | Munktorp, Västmanland |       | 59.524668, 16.097090 | 10230602510001 | Ladda upp en bild av detta fornminne      |
| Munktorp 251:2                     | Stensättning                |              | Munktorp, Västmanland |       | 59.524749, 16.096996 | 10230602510002 | Ladda upp en bild av detta fornminne      |
| Munktorp 252:1                     | Gravfält                    |              | Munktorp, Västmanland |       | 59.524531, 16.095449 | 10230602520001 | Ladda upp en bild av detta fornminne      |
| Munktorp 254:1                     | Hällristning                |              | Munktorp, Västmanland |       | 59.564598, 16.070718 | 10230602540001 | Ladda upp en bild av detta fornminne      |
| Munktorp 255:1                     | Stensättning                |              | Munktorp, Västmanland |       | 59.564864, 16.071069 | 10230602550001 | Ladda upp en bild av detta fornminne      |
| Munktorp 256:1                     | Gravfält                    |              | Munktorp, Västmanland |       | 59.565510, 16.070910 | 10230602560001 | Ladda upp en bild av detta fornminne      |
| Munktorp 257:1                     | Hög                         |              | Munktorp, Västmanland |       | 59.519650, 16.103767 | 10230602570001 | Ladda upp en bild av detta fornminne      |
| Munktorp 258:1                     | Gravfält                    |              | Munktorp, Västmanland |       | 59.518434, 16.109435 | 10230602580001 | Ladda upp en bild av detta fornminne      |
| Munktorp 258:2                     | Hällristning                |              | Munktorp, Västmanland |       | 59.518167, 16.109662 | 10230602580002 | Ladda upp en bild av detta fornminne      |
| Munktorp 259:1                     | Hällristning                |              | Munktorp, Västmanland |       | 59.519806, 16.103928 | 10230602590001 | Ladda upp en bild av detta fornminne      |
| Munktorp 259:2                     | Gravklot                    |              | Munktorp, Västmanland |       | 59.519806, 16.103928 | 10230602590002 | Ladda upp en bild av detta fornminne      |
| Munktorp 260:1                     | Gravfält                    |              | Munktorp, Västmanland |       | 59.519667, 16.099173 | 10230602600001 | Ladda upp en bild av detta fornminne      |
| Munktorp 261:1                     | Gravfält                    |              | Munktorp, Västmanland |       | 59.516627, 16.096371 | 10230602610001 | Ladda upp en bild av detta fornminne      |
| Munktorp 261:2                     | Hög                         |              | Munktorp, Västmanland |       | 59.515746, 16.096769 | 10230602610002 | Ladda upp en bild av detta fornminne      |
| Munktorp 263:1                     | Gravfält                    |              | Munktorp, Västmanland |       | 59.519337, 16.095110 | 10230602630001 | Ladda upp en bild av detta fornminne      |
| Munktorp 264:1                     | Stensättning                |              | Munktorp, Västmanland |       | 59.518179, 16.064654 | 10230602640001 | Ladda upp en bild av detta fornminne      |
| Munktorp 265:1                     | Stensättning                |              | Munktorp, Västmanland |       | 59.527733, 16.064454 | 10230602650001 | Ladda upp en bild av detta fornminne      |
| Munktorp 266:1                     | Stensättning                |              | Munktorp, Västmanland |       | 59.484932, 16.090594 | 10230602660001 | Ladda upp en bild av detta fornminne      |
| Munktorp 268:1                     | Gravfält                    |              | Munktorp, Västmanland |       | 59.537341, 16.076682 | 10230602680001 | Ladda upp en bild av detta fornminne      |
| Munktorp 268:2                     | Stensättning                |              | Munktorp, Västmanland |       | 59.536825, 16.075952 | 10230602680002 | Ladda upp en bild av detta fornminne      |
| Munktorp 269:1                     | Stensättning                |              | Munktorp, Västmanland |       | 59.537174, 16.071276 | 10230602690001 | Ladda upp en bild av detta fornminne      |
| Munktorp 270:1                     | Stensättning                |              | Munktorp, Västmanland |       | 59.545633, 16.072765 | 10230602700001 | Ladda upp en bild av detta fornminne      |
| Munktorp 272:1                     | Hög                         |              | Munktorp, Västmanland |       | 59.536876, 16.069299 | 10230602720001 | Ladda upp en bild av detta fornminne      |
| Munktorp 272:2                     | Hög                         |              | Munktorp, Västmanland |       | 59.536468, 16.069275 | 10230602720002 | Ladda upp en bild av detta fornminne      |
| Munktorp 273:1                     | Hög                         |              | Munktorp, Västmanland |       | 59.559251, 16.060616 | 10230602730001 | Ladda upp en bild av detta fornminne      |
| Munktorp 273:2                     | Hög                         |              | Munktorp, Västmanland |       | 59.559542, 16.060514 | 10230602730002 | Ladda upp en bild av detta fornminne      |
| Munktorp 274:1                     | Stensättning                |              | Munktorp, Västmanland |       | 59.559761, 16.061727 | 10230602740001 | Ladda upp en bild av detta fornminne      |
| Munktorp 275:1                     | Gravfält                    |              | Munktorp, Västmanland |       | 59.558396, 16.062150 | 10230602750001 | Ladda upp en bild av detta fornminne      |
| Munktorp 276:1                     | Gravfält                    |              | Munktorp, Västmanland |       | 59.562732, 16.068371 | 10230602760001 | Ladda upp en bild av detta fornminne      |
| Munktorp 277:1                     | Stensättning                |              | Munktorp, Västmanland |       | 59.564249, 16.068253 | 10230602770001 | Ladda upp en bild av detta fornminne      |
| Munktorp 277:2                     | Stensättning                |              | Munktorp, Västmanland |       | 59.564048, 16.068790 | 10230602770002 | Ladda upp en bild av detta fornminne      |
| Munktorp 279:1                     | Gravfält                    |              | Munktorp, Västmanland |       | 59.564288, 16.066833 | 10230602790001 | Ladda upp en bild av detta fornminne      |
| Munktorp 281:1                     | Stensättning                |              | Munktorp, Västmanland |       | 59.536757, 16.049662 | 10230602810001 | Ladda upp en bild av detta fornminne      |
| Munktorp 281:2                     | Stensättning                |              | Munktorp, Västmanland |       | 59.536660, 16.049683 | 10230602810002 | Ladda upp en bild av detta fornminne      |
| Munktorp 282:1                     | Gravfält                    |              | Munktorp, Västmanland |       | 59.534036, 16.050806 | 10230602820001 | Ladda upp en bild av detta fornminne      |
| Munktorp 285:1                     | Gravfält                    |              | Munktorp, Västmanland |       | 59.534264, 16.049738 | 10230602850001 | Ladda upp en bild av detta fornminne      |
| Munktorp 286:1                     | Hällristning                |              | Munktorp, Västmanland |       | 59.534555, 16.054298 | 10230602860001 | Ladda upp en bild av detta fornminne      |
| Munktorp 286:2                     | Hällristning                |              | Munktorp, Västmanland |       | 59.534753, 16.054394 | 10230602860002 | Ladda upp en bild av detta fornminne      |
| Munktorp 286:3                     | Hällristning                |              | Munktorp, Västmanland |       | 59.534726, 16.054303 | 10230602860003 | Ladda upp en bild av detta fornminne      |
| Munktorp 286:4                     | Hällristning                |              | Munktorp, Västmanland |       | 59.534722, 16.054532 | 10230602860004 | Ladda upp en bild av detta fornminne      |
| Munktorp 288:1                     | Stensättning                |              | Munktorp, Västmanland |       | 59.517373, 16.048525 | 10230602880001 | Ladda upp en bild av detta fornminne      |
| Munktorp 289:1                     | Hällristning                |              | Munktorp, Västmanland |       | 59.513811, 16.052179 | 10230602890001 | Ladda upp en bild av detta fornminne      |
| Munktorp 289:2                     | Hällristning                |              | Munktorp, Västmanland |       | 59.513874, 16.052035 | 10230602890002 | Ladda upp en bild av detta fornminne      |
| Munktorp 289:3                     | Hällristning                |              | Munktorp, Västmanland |       | 59.513811, 16.052179 | 10230602890003 | Ladda upp en bild av detta fornminne      |
| Munktorp 289:4                     | Hällristning                |              | Munktorp, Västmanland |       | 59.513811, 16.052179 | 10230602890004 | Ladda upp en bild av detta fornminne      |
| Munktorp 291:1                     | Stensättning                |              | Munktorp, Västmanland |       | 59.520849, 16.099691 | 10230602910001 | Ladda upp en bild av detta fornminne      |
| Munktorp 291:3                     | Stensättning                |              | Munktorp, Västmanland |       | 59.520611, 16.099890 | 10230602910003 | Ladda upp en bild av detta fornminne      |
| Munktorp 291:4                     | Stensättning                |              | Munktorp, Västmanland |       | 59.520382, 16.099994 | 10230602910004 | Ladda upp en bild av detta fornminne      |
| Munktorp 291:5                     | Stensättning                |              | Munktorp, Västmanland |       | 59.520281, 16.100037 | 10230602910005 | Ladda upp en bild av detta fornminne      |
| Munktorp 291:6                     | Stensättning                |              | Munktorp, Västmanland |       | 59.520784, 16.098838 | 10230602910006 | Ladda upp en bild av detta fornminne      |
| Munktorp 291:7                     | Hög                         |              | Munktorp, Västmanland |       | 59.521002, 16.098830 | 10230602910007 | Ladda upp en bild av detta fornminne      |
| Munktorp 293:1                     | Grav markerad av sten/block |              | Munktorp, Västmanland |       | 59.539820, 16.090359 | 10230602930001 | Ladda upp en bild av detta fornminne      |
| Munktorp 306:1                     | Hällristning                |              | Munktorp, Västmanland |       | 59.543090, 16.108756 | 10230603060001 | Ladda upp en bild av detta fornminne      |
| Munktorp 307:1                     | Hällristning                |              | Munktorp, Västmanland |       | 59.514412, 16.178513 | 10230603070001 | Ladda upp en bild av detta fornminne      |
| Munktorp 310:1                     | Stensättning                |              | Munktorp, Västmanland |       | 59.535528, 16.208425 | 10230603100001 | Ladda upp en bild av detta fornminne      |
| Munktorp 313:1                     | Stensättning                |              | Munktorp, Västmanland |       | 59.561800, 16.123037 | 10230603130001 | Ladda upp en bild av detta fornminne      |
| Munktorp 316:1                     | Stensättning                |              | Munktorp, Västmanland |       | 59.512689, 16.215386 | 10230603160001 | Ladda upp en bild av detta fornminne      |
| Munktorp 318:1                     | Hällristning                |              | Munktorp, Västmanland |       | 59.520547, 16.215308 | 10230603180001 | Ladda upp en bild av detta fornminne      |
| Munktorp 319:1                     | Hällristning                |              | Munktorp, Västmanland |       | 59.521256, 16.215485 | 10230603190001 | Ladda upp en bild av detta fornminne      |
| Munktorp 319:2                     | Hällristning                |              | Munktorp, Västmanland |       | 59.521224, 16.214873 | 10230603190002 | Ladda upp en bild av detta fornminne      |
| Munktorp 326:1                     | Gravfält                    |              | Munktorp, Västmanland |       | 59.532201, 16.187483 | 10230603260001 | Ladda upp en bild av detta fornminne      |
| Munktorp 329:1                     | Stensättning                |              | Munktorp, Västmanland |       | 59.535997, 16.169401 | 10230603290001 | Ladda upp en bild av detta fornminne      |
| Munktorp 336:1                     | Hällristning                |              | Munktorp, Västmanland |       | 59.529975, 16.156551 | 10230603360001 | Ladda upp en bild av detta fornminne      |
| Munktorp 336:2                     | Hällristning                |              | Munktorp, Västmanland |       | 59.530399, 16.156240 | 10230603360002 | Ladda upp en bild av detta fornminne      |
| Munktorp 343:1                     | Hällristning                |              | Munktorp, Västmanland |       | 59.517829, 16.161137 | 10230603430001 | Ladda upp en bild av detta fornminne      |
| Munktorp 347:1                     | Stensättning                |              | Munktorp, Västmanland |       | 59.521023, 16.162476 | 10230603470001 | Ladda upp en bild av detta fornminne      |
| Munktorp 349:1                     | Röse                        |              | Munktorp, Västmanland |       | 59.538096, 16.171102 | 10230603490001 | Ladda upp en bild av detta fornminne      |
| Munktorp 353:1                     | Stensättning                |              | Munktorp, Västmanland |       | 59.565676, 16.116188 | 10230603530001 | Ladda upp en bild av detta fornminne      |
| Munktorp 354:1                     | Stensättning                |              | Munktorp, Västmanland |       | 59.559213, 16.150006 | 10230603540001 | Ladda upp en bild av detta fornminne      |
| Munktorp 359:1                     | Röse                        |              | Munktorp, Västmanland |       | 59.535365, 16.119580 | 10230603590001 | Ladda upp en bild av detta fornminne      |
| Munktorp 362:1                     | Stensättning                |              | Munktorp, Västmanland |       | 59.540099, 16.127414 | 10230603620001 | Ladda upp en bild av detta fornminne      |
| Munktorp 362:2                     | Stensättning                |              | Munktorp, Västmanland |       | 59.540113, 16.127234 | 10230603620002 | Ladda upp en bild av detta fornminne      |
| Munktorp 363:1                     | Stensättning                |              | Munktorp, Västmanland |       | 59.526780, 16.150385 | 10230603630001 | Ladda upp en bild av detta fornminne      |
| Munktorp 364:1                     | Stensättning                |              | Munktorp, Västmanland |       | 59.523845, 16.156518 | 10230603640001 | Ladda upp en bild av detta fornminne      |
| Munktorp 365:1                     | Hällristning                |              | Munktorp, Västmanland |       | 59.528554, 16.153073 | 10230603650001 | Ladda upp en bild av detta fornminne      |
| Munktorp 367:1                     | Hällristning                |              | Munktorp, Västmanland |       | 59.531820, 16.157206 | 10230603670001 | Ladda upp en bild av detta fornminne      |
| Munktorp 382:1                     | Hällristning                |              | Munktorp, Västmanland |       | 59.503880, 16.172460 | 10230603820001 | Ladda upp en bild av detta fornminne      |
| Munktorp 384:1                     | Stensättning                |              | Munktorp, Västmanland |       | 59.510966, 16.155658 | 10230603840001 | Ladda upp en bild av detta fornminne      |
| Munktorp 411:1                     | Grav- och boplatsområde     |              | Munktorp, Västmanland |       | 59.507479, 16.182511 | 10230604110001 | Ladda upp en bild av detta fornminne      |
| Hasselbacken (Munktorp 416:2)      | Stensättning                |              | Munktorp, Västmanland |       | 59.511895, 16.184451 | 10230604160002 | Ladda upp en bild av detta fornminne      |
| Munktorp 418:1                     | Hällristning                |              | Munktorp, Västmanland |       | 59.561742, 16.083125 | 10230604180001 | Ladda upp en bild av detta fornminne      |
| Munktorp 418:2                     | Hällristning                |              | Munktorp, Västmanland |       | 59.561742, 16.083125 | 10230604180002 | Ladda upp en bild av detta fornminne      |
| Munktorp 418:3                     | Hällristning                |              | Munktorp, Västmanland |       | 59.561742, 16.083125 | 10230604180003 | Ladda upp en bild av detta fornminne      |
| Munktorp 418:4                     | Hällristning                |              | Munktorp, Västmanland |       | 59.561742, 16.083125 | 10230604180004 | Ladda upp en bild av detta fornminne      |
| Munktorp 418:5                     | Hällristning                |              | Munktorp, Västmanland |       | 59.561742, 16.083125 | 10230604180005 | Ladda upp en bild av detta fornminne      |
| Munktorp 420:1                     | Hällristning                |              | Munktorp, Västmanland |       | 59.562427, 16.085701 | 10230604200001 | Ladda upp en bild av detta fornminne      |
| Munktorp 421:1                     | Hällristning                |              | Munktorp, Västmanland |       | 59.559163, 16.083795 | 10230604210001 | Ladda upp en bild av detta fornminne      |
| Munktorp 423:1                     | Stensättning                |              | Munktorp, Västmanland |       | 59.564320, 16.082507 | 10230604230001 | Ladda upp en bild av detta fornminne      |
| Munktorp 424:1                     | Hällristning                |              | Munktorp, Västmanland |       | 59.564773, 16.081864 | 10230604240001 | Ladda upp en bild av detta fornminne      |
| Munktorp 426:1                     | Stensättning                |              | Munktorp, Västmanland |       | 59.552665, 16.082692 | 10230604260001 | Ladda upp en bild av detta fornminne      |
| Munktorp 431:1                     | Hög                         |              | Munktorp, Västmanland |       | 59.543953, 16.081805 | 10230604310001 | Ladda upp en bild av detta fornminne      |
| Munktorp 431:2                     | Stensättning                |              | Munktorp, Västmanland |       | 59.544059, 16.081653 | 10230604310002 | Ladda upp en bild av detta fornminne      |
| Munktorp 435:1                     | Hällristning                |              | Munktorp, Västmanland |       | 59.561115, 16.112399 | 10230604350001 | Ladda upp en bild av detta fornminne      |
| Munktorp 436:1                     | Stensättning                |              | Munktorp, Västmanland |       | 59.564344, 16.108170 | 10230604360001 | Ladda upp en bild av detta fornminne      |
| Munktorp 440:1                     | Hällristning                |              | Munktorp, Västmanland |       | 59.564911, 16.095634 | 10230604400001 | Ladda upp en bild av detta fornminne      |
| Munktorp 441:1                     | Hällristning                |              | Munktorp, Västmanland |       | 59.563470, 16.096703 | 10230604410001 | Ladda upp en bild av detta fornminne      |
| Munktorp 441:2                     | Hällristning                |              | Munktorp, Västmanland |       | 59.563535, 16.096903 | 10230604410002 | Ladda upp en bild av detta fornminne      |
| Munktorp 444:1                     | Hällristning                |              | Munktorp, Västmanland |       | 59.570659, 16.096910 | 10230604440001 | Ladda upp en bild av detta fornminne      |
| Munktorp 449:1                     | Hällristning                |              | Munktorp, Västmanland |       | 59.573299, 16.086816 | 10230604490001 | Ladda upp en bild av detta fornminne      |
| Skvallertorget (Munktorp 463:1)    | Hög                         |              | Munktorp, Västmanland |       | 59.567636, 16.075827 | 10230604630001 | Ladda upp en bild av detta fornminne      |
| Munktorp 464:1                     | Hällristning                |              | Munktorp, Västmanland |       | 59.542787, 16.094952 | 10230604640001 | Ladda upp en bild av detta fornminne      |
| Munktorp 465:1                     | Hällristning                |              | Munktorp, Västmanland |       | 59.569364, 16.102157 | 10230604650001 | Ladda upp en bild av detta fornminne      |
| Munktorp 465:2                     | Hällristning                |              | Munktorp, Västmanland |       | 59.569284, 16.102200 | 10230604650002 | Ladda upp en bild av detta fornminne      |
| Munktorp 465:3                     | Hällristning                |              | Munktorp, Västmanland |       | 59.569209, 16.102267 | 10230604650003 | Ladda upp en bild av detta fornminne      |
| Munktorp 466:1                     | Hällristning                |              | Munktorp, Västmanland |       | 59.543146, 16.090899 | 10230604660001 | Ladda upp en bild av detta fornminne      |
| Munktorp 467:1                     | Hällristning                |              | Munktorp, Västmanland |       | 59.555131, 16.091464 | 10230604670001 | Ladda upp en bild av detta fornminne      |
| Munktorp 467:2                     | Hällristning                |              | Munktorp, Västmanland |       | 59.555277, 16.091630 | 10230604670002 | Ladda upp en bild av detta fornminne      |
| Munktorp 468:1                     | Hällristning                |              | Munktorp, Västmanland |       | 59.554494, 16.091297 | 10230604680001 | Ladda upp en bild av detta fornminne      |
| Munktorp 468:2                     | Hällristning                |              | Munktorp, Västmanland |       | 59.554494, 16.091297 | 10230604680002 | Ladda upp en bild av detta fornminne      |
| Munktorp 468:3                     | Hällristning                |              | Munktorp, Västmanland |       | 59.554494, 16.091297 | 10230604680003 | Ladda upp en bild av detta fornminne      |
| Munktorp 470:1                     | Hällristning                |              | Munktorp, Västmanland |       | 59.567769, 16.072418 | 10230604700001 | Ladda upp en bild av detta fornminne      |
| Munktorp 471:1                     | Stensättning                |              | Munktorp, Västmanland |       | 59.574359, 16.065537 | 10230604710001 | Ladda upp en bild av detta fornminne      |
| Munktorp 471:2                     | Stensättning                |              | Munktorp, Västmanland |       | 59.574294, 16.066420 | 10230604710002 | Ladda upp en bild av detta fornminne      |
| Munktorp 472:1                     | Stensättning                |              | Munktorp, Västmanland |       | 59.571947, 16.064432 | 10230604720001 | Ladda upp en bild av detta fornminne      |
| Munktorp 473:1                     | Stensättning                |              | Munktorp, Västmanland |       | 59.570440, 16.060947 | 10230604730001 | Ladda upp en bild av detta fornminne      |
| Munktorp 476:1                     | Hällristning                |              | Munktorp, Västmanland |       | 59.573820, 16.052501 | 10230604760001 | Ladda upp en bild av detta fornminne      |
| Munktorp 476:2                     | Hällristning                |              | Munktorp, Västmanland |       | 59.574132, 16.052363 | 10230604760002 | Ladda upp en bild av detta fornminne      |
| Munktorp 477:1                     | Hällristning                |              | Munktorp, Västmanland |       | 59.572304, 16.054246 | 10230604770001 | Ladda upp en bild av detta fornminne      |
| Munktorp 479:1                     | Hällristning                |              | Munktorp, Västmanland |       | 59.567345, 16.049063 | 10230604790001 | Ladda upp en bild av detta fornminne      |
| Munktorp 480:1                     | Hällristning                |              | Munktorp, Västmanland |       | 59.572238, 16.050303 | 10230604800001 | Ladda upp en bild av detta fornminne      |
| Munktorp 482:1                     | Stensättning                |              | Munktorp, Västmanland |       | 59.584542, 16.068203 | 10230604820001 | Ladda upp en bild av detta fornminne      |
| Munktorp 485:1                     | Hällristning                |              | Munktorp, Västmanland |       | 59.583275, 16.046246 | 10230604850001 | Ladda upp en bild av detta fornminne      |
| Munktorp 491:1                     | Hällristning                |              | Munktorp, Västmanland |       | 59.538886, 16.092994 | 10230604910001 | Ladda upp en bild av detta fornminne      |
| Munktorp 492:1                     | Hällristning                |              | Munktorp, Västmanland |       | 59.538402, 16.092396 | 10230604920001 | Ladda upp en bild av detta fornminne      |
| Munktorp 492:2                     | Hällristning                |              | Munktorp, Västmanland |       | 59.538399, 16.092573 | 10230604920002 | Ladda upp en bild av detta fornminne      |
| Munktorp 495:1                     | Stensättning                |              | Munktorp, Västmanland |       | 59.540502, 16.075654 | 10230604950001 | Ladda upp en bild av detta fornminne      |
| Munktorp 497:1                     | Stensättning                |              | Munktorp, Västmanland |       | 59.536284, 16.073353 | 10230604970001 | Ladda upp en bild av detta fornminne      |
| Munktorp 506:1                     | Stensättning                |              | Munktorp, Västmanland |       | 59.604667, 16.071177 | 10230605060001 | Ladda upp en bild av detta fornminne      |
| Munktorp 519:1                     | Gravfält                    |              | Munktorp, Västmanland |       | 59.519833, 16.084429 | 10230605190001 | Ladda upp en bild av detta fornminne      |
| Munktorp 523:1                     | Stensättning                |              | Munktorp, Västmanland |       | 59.511973, 16.078103 | 10230605230001 | Ladda upp en bild av detta fornminne      |
| Munktorp 524:1                     | Stensättning                |              | Munktorp, Västmanland |       | 59.516671, 16.083229 | 10230605240001 | Ladda upp en bild av detta fornminne      |
| Munktorp 524:2                     | Stensättning                |              | Munktorp, Västmanland |       | 59.516636, 16.083444 | 10230605240002 | Ladda upp en bild av detta fornminne      |
| Munktorp 524:3                     | Stensättning                |              | Munktorp, Västmanland |       | 59.516563, 16.083291 | 10230605240003 | Ladda upp en bild av detta fornminne      |
| Munktorp 524:4                     | Stensättning                |              | Munktorp, Västmanland |       | 59.516486, 16.083357 | 10230605240004 | Ladda upp en bild av detta fornminne      |
| Munktorp 527:1                     | Hällristning                |              | Munktorp, Västmanland |       | 59.512459, 16.100802 | 10230605270001 | Ladda upp en bild av detta fornminne      |
| Munktorp 527:2                     | Hällristning                |              | Munktorp, Västmanland |       | 59.512484, 16.100537 | 10230605270002 | Ladda upp en bild av detta fornminne      |
| Munktorp 528:1                     | Hällristning                |              | Munktorp, Västmanland |       | 59.512804, 16.100205 | 10230605280001 | Ladda upp en bild av detta fornminne      |
| Munktorp 529:1                     | Hällristning                |              | Munktorp, Västmanland |       | 59.511572, 16.103510 | 10230605290001 | Ladda upp en bild av detta fornminne      |
| Munktorp 533:1                     | Gravfält                    |              | Munktorp, Västmanland |       | 59.513000, 16.107903 | 10230605330001 | Ladda upp en bild av detta fornminne      |
| Munktorp 534:1                     | Hällristning                |              | Munktorp, Västmanland |       | 59.511573, 16.108510 | 10230605340001 | Ladda upp en bild av detta fornminne      |
| Munktorp 535:1                     | Hällristning                |              | Munktorp, Västmanland |       | 59.508499, 16.113133 | 10230605350001 | Ladda upp en bild av detta fornminne      |
| Munktorp 537:1                     | Stensättning                |              | Munktorp, Västmanland |       | 59.505475, 16.109632 | 10230605370001 | Ladda upp en bild av detta fornminne      |
| Munktorp 541:1                     | Gravfält                    |              | Munktorp, Västmanland |       | 59.519994, 16.109184 | 10230605410001 | Ladda upp en bild av detta fornminne      |
| Munktorp 546:1                     | Stensättning                |              | Munktorp, Västmanland |       | 59.519489, 16.093543 | 10230605460001 | Ladda upp en bild av detta fornminne      |
| Kyrkogårdsbiten (Munktorp 547:1)   | Begravningsplats            |              | Munktorp, Västmanland |       | 59.524376, 16.057369 | 10230605470001 | Ladda upp en bild av detta fornminne      |
| Munktorp 551:1                     | Hällristning                |              | Munktorp, Västmanland |       | 59.533702, 16.045426 | 10230605510001 | Ladda upp en bild av detta fornminne      |
| Munktorp 554:1                     | Hällristning                |              | Munktorp, Västmanland |       | 59.565385, 16.083100 | 10230605540001 | Ladda upp en bild av detta fornminne      |
| Munktorp 558:1                     | Hällristning                |              | Munktorp, Västmanland |       | 59.558832, 16.058133 | 10230605580001 | Ladda upp en bild av detta fornminne      |
| Munktorp 562:1                     | Hällristning                |              | Munktorp, Västmanland |       | 59.559186, 16.068429 | 10230605620001 | Ladda upp en bild av detta fornminne      |
| Munktorp 563:1                     | Hällristning                |              | Munktorp, Västmanland |       | 59.559685, 16.069286 | 10230605630001 | Ladda upp en bild av detta fornminne      |
| Munktorp 563:2                     | Hällristning                |              | Munktorp, Västmanland |       | 59.559773, 16.069272 | 10230605630002 | Ladda upp en bild av detta fornminne      |
| Munktorp 563:3                     | Hällristning                |              | Munktorp, Västmanland |       | 59.559732, 16.069102 | 10230605630003 | Ladda upp en bild av detta fornminne      |
| Munktorp 564:1                     | Hällristning                |              | Munktorp, Västmanland |       | 59.560299, 16.069556 | 10230605640001 | Ladda upp en bild av detta fornminne      |
| Munktorp 564:2                     | Hällristning                |              | Munktorp, Västmanland |       | 59.560288, 16.069701 | 10230605640002 | Ladda upp en bild av detta fornminne      |
| Munktorp 565:1                     | Hällristning                |              | Munktorp, Västmanland |       | 59.561196, 16.067166 | 10230605650001 | Ladda upp en bild av detta fornminne      |
| Munktorp 566:1                     | Hällristning                |              | Munktorp, Västmanland |       | 59.565168, 16.075778 | 10230605660001 | Ladda upp en bild av detta fornminne      |
| Munktorp 570:1                     | Hällristning                |              | Munktorp, Västmanland |       | 59.568033, 16.059500 | 10230605700001 | Ladda upp en bild av detta fornminne      |
| Munktorp 573:1                     | Stensättning                |              | Munktorp, Västmanland |       | 59.601906, 16.076947 | 10230605730001 | Ladda upp en bild av detta fornminne      |
| Munktorp 578:1                     | Stensättning                |              | Munktorp, Västmanland |       | 59.575821, 16.045751 | 10230605780001 | Ladda upp en bild av detta fornminne      |
| Munktorp 584:1                     | Stensättning                |              | Munktorp, Västmanland |       | 59.587362, 16.095828 | 10230605840001 | Ladda upp en bild av detta fornminne      |
| Munktorp 590:1                     | Stensättning                |              | Munktorp, Västmanland |       | 59.591779, 16.081047 | 10230605900001 | Ladda upp en bild av detta fornminne      |
| Munktorp 591:1                     | Stensättning                |              | Munktorp, Västmanland |       | 59.588397, 16.091570 | 10230605910001 | Ladda upp en bild av detta fornminne      |
| Munktorp 596:1                     | Röse                        |              | Munktorp, Västmanland |       | 59.590847, 16.115743 | 10230605960001 | Ladda upp en bild av detta fornminne      |
| Munktorp 606:1                     | Stensättning                |              | Munktorp, Västmanland |       | 59.499131, 16.109907 | 10230606060001 | Ladda upp en bild av detta fornminne      |
| Munktorp 607:1                     | Stensättning                |              | Munktorp, Västmanland |       | 59.519508, 16.064384 | 10230606070001 | Ladda upp en bild av detta fornminne      |
| Munktorp 610:1                     | Stensättning                |              | Munktorp, Västmanland |       | 59.514681, 16.063050 | 10230606100001 | Ladda upp en bild av detta fornminne      |
| Munktorp 611:1                     | Hällristning                |              | Munktorp, Västmanland |       | 59.514229, 16.060711 | 10230606110001 | Ladda upp en bild av detta fornminne      |
| Munktorp 611:2                     | Hällristning                |              | Munktorp, Västmanland |       | 59.514191, 16.060779 | 10230606110002 | Ladda upp en bild av detta fornminne      |
| Munktorp 614:1                     | Stensättning                |              | Munktorp, Västmanland |       | 59.643111, 16.066275 | 10230606140001 | Ladda upp en bild av detta fornminne      |
| Munktorp 615:1                     | Hällristning                |              | Munktorp, Västmanland |       | 59.567009, 16.081730 | 10230606150001 | Ladda upp en bild av detta fornminne      |
| Munktorp 623:1                     | Stensättning                |              | Munktorp, Västmanland |       | 59.471073, 16.119101 | 10230606230001 | Ladda upp en bild av detta fornminne      |
| Munktorp 624:1                     | Minnesmärke                 |              | Munktorp, Västmanland |       | 59.474294, 16.142878 | 10230606240001 | Ladda upp en bild av detta fornminne      |
| Munktorp 631:1                     | Stensättning                |              | Munktorp, Västmanland |       | 59.589347, 16.097419 | 10230606310001 | Ladda upp en bild av detta fornminne      |
| Munktorp 633:1                     | Stensättning                |              | Munktorp, Västmanland |       | 59.537863, 16.122589 | 10230606330001 | Ladda upp en bild av detta fornminne      |
| Munktorp 634:1                     | Stensättning                |              | Munktorp, Västmanland |       | 59.536693, 16.116225 | 10230606340001 | Ladda upp en bild av detta fornminne      |
| Munktorp 639:1                     | Stensättning                |              | Munktorp, Västmanland |       | 59.653021, 16.072739 | 10230606390001 | Ladda upp en bild av detta fornminne      |
| Munktorp 639:2                     | Stensättning                |              | Munktorp, Västmanland |       | 59.653170, 16.072772 | 10230606390002 | Ladda upp en bild av detta fornminne      |
| Munktorp 639:3                     | Stensättning                |              | Munktorp, Västmanland |       | 59.653232, 16.073039 | 10230606390003 | Ladda upp en bild av detta fornminne      |
| Munktorp 639:4                     | Stensättning                |              | Munktorp, Västmanland |       | 59.653200, 16.073617 | 10230606390004 | Ladda upp en bild av detta fornminne      |
| Munktorp 640:1                     | Gravfält                    |              | Munktorp, Västmanland |       | 59.526230, 16.039855 | 10230606400001 | Ladda upp en bild av detta fornminne      |
| Munktorp 643:1                     | Stensättning                |              | Munktorp, Västmanland |       | 59.484196, 16.161976 | 10230606430001 | Ladda upp en bild av detta fornminne      |
| Munktorp 860                       | Hällristning                |              | Munktorp, Västmanland |       | 59.549387, 16.108570 | 12000000070483 | Ladda upp en bild av detta fornminne      |
| Munktorp 861                       | Hällristning                |              | Munktorp, Västmanland |       | 59.550134, 16.108908 | 12000000070491 | Ladda upp en bild av detta fornminne      |
| Munktorp 862                       | Lägenhetsbebyggelse         |              | Munktorp, Västmanland |       | 59.484941, 16.138502 | 12000000113102 | Ladda upp en bild av detta fornminne      |
| Munktorp 864                       | Lägenhetsbebyggelse         |              | Munktorp, Västmanland |       | 59.482593, 16.136789 | 12000000113104 | Ladda upp en bild av detta fornminne      |
| Munktorp 867                       | Lägenhetsbebyggelse         |              | Munktorp, Västmanland |       | 59.485078, 16.136866 | 12000000113107 | Ladda upp en bild av detta fornminne      |
| Munktorp 871                       | Lägenhetsbebyggelse         |              | Munktorp, Västmanland |       | 59.482500, 16.123500 | 12000000113111 | Ladda upp en bild av detta fornminne      |
| Munktorp 873                       | Lägenhetsbebyggelse         |              | Munktorp, Västmanland |       | 59.483190, 16.132785 | 12000000113113 | Ladda upp en bild av detta fornminne      |
| Munktorp 875                       | Hällristning                |              | Munktorp, Västmanland |       | 59.574553, 16.093696 | 12000000121721 | Ladda upp en bild av detta fornminne      |
| Munktorp 876                       | Hällristning                |              | Munktorp, Västmanland |       | 59.578918, 16.091761 | 12000000121723 | Ladda upp en bild av detta fornminne      |
| Munktorp 881                       | Lägenhetsbebyggelse         |              | Munktorp, Västmanland |       | 59.511335, 16.082874 | 12000000132699 | Ladda upp en bild av detta fornminne      |
| Munktorp 883                       | Hällristning                |              | Munktorp, Västmanland |       | 59.565445, 16.097975 | 12000000132791 | Ladda upp en bild av detta fornminne      |
| Munktorp 891                       | Lägenhetsbebyggelse         |              | Munktorp, Västmanland |       | 59.485141, 16.141830 | 12000000133195 | Ladda upp en bild av detta fornminne      |
| Munktorp 899                       | Lägenhetsbebyggelse         |              | Munktorp, Västmanland |       | 59.492993, 16.116509 | 12000000133203 | Ladda upp en bild av detta fornminne      |
| Munktorp 902                       | Stenkrets                   |              | Munktorp, Västmanland |       | 59.518666, 16.099342 | 12000000133218 | Ladda upp en bild av detta fornminne      |
| Munktorp 910                       | Lägenhetsbebyggelse         |              | Munktorp, Västmanland |       | 59.578561, 16.116123 | 12000000133272 | Ladda upp en bild av detta fornminne      |
| Munktorp 913                       | Lägenhetsbebyggelse         |              | Munktorp, Västmanland |       | 59.616857, 16.074065 | 12000000133359 | Ladda upp en bild av detta fornminne      |